# Akwa Ibom
Akwa Ibom – stan w południowej części Nigerii.
Akwa Ibom leży nad Zatoką Gwinejską i sąsiaduje ze stanami Cross River, Abia i Rivers. Jego stolicą jest Uyo. Powstał w 1987. Jest zamieszkany przez ludy Ibibio, Anaang, Ibeno i Eket.
Akwa Ibom jest podzielone na 31 lokalnych obszarów administracyjnych:
| - Abak - Eastern Obolo - Eket - Esit-Eket - Essien-Udim - Etim-Ekpo - Etinan - Ibeno - Ibesikpo-Asutan - Ibiono-Ibom - Ika | - Ikono - Ikot-Abasi - Ikot-Ekpene - Ini - Itu - Mbo - Mpkat-Enin - Nsit-Atai - Nsit-Ibom - Nsit-Ubuim - Obot-Akara | - Okobo - Onna - Oron - Oruk-Anam - Udung-Uko - Ukanafun - Uruan - Urue-Offong/Oruko - Uyo |